# Onthophagus arrilla
Onthophagus arrilla là một loài bọ cánh cứng trong họ Bọ hung (Scarabaeidae).